# Czosnek kazachstański

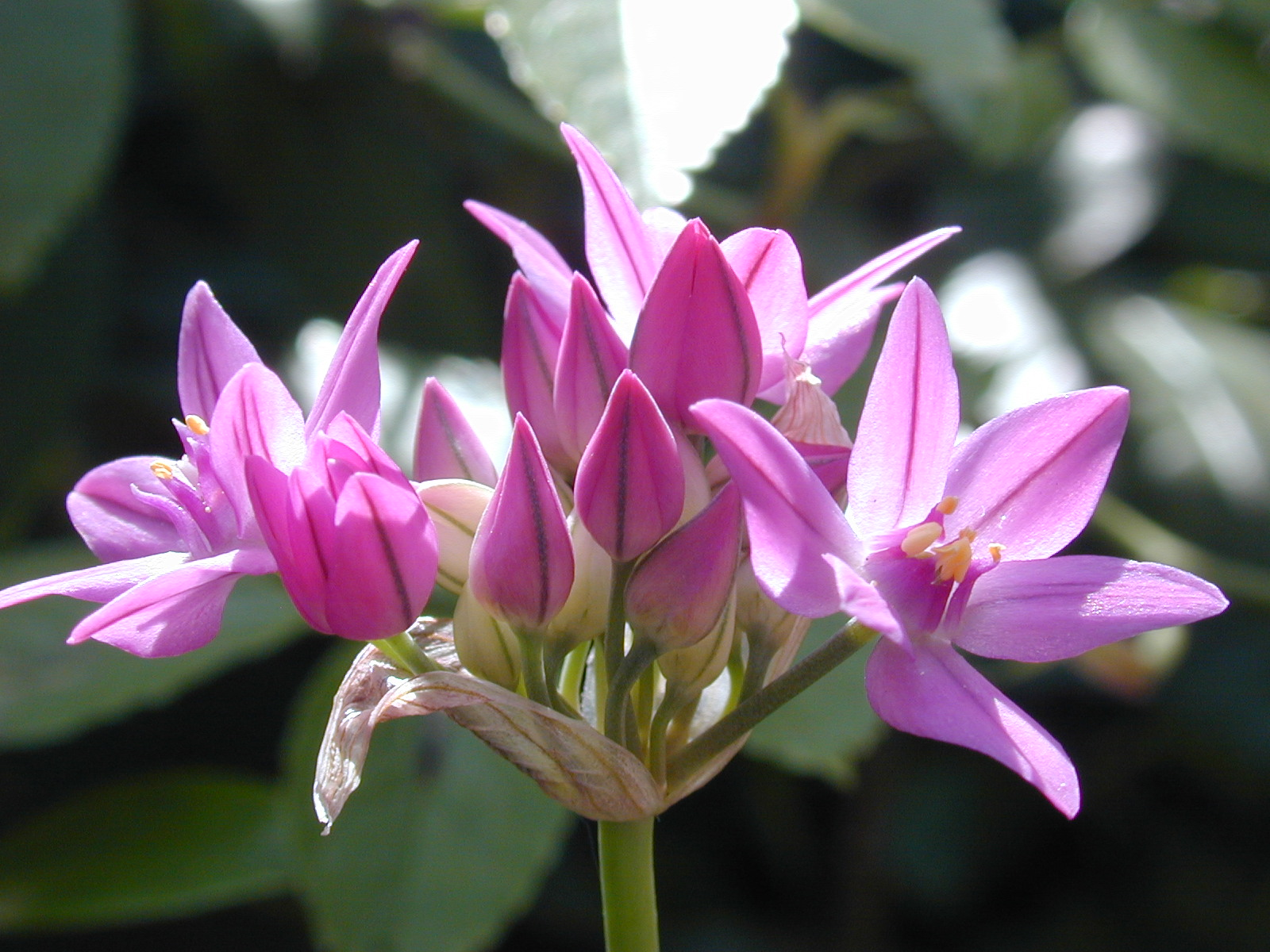
Kwiatostan

Czosnek kazachstański, czosnek Ostrowskiego (Allium oreophilum C.A. Mey.) – gatunek rośliny należący do rodziny czosnkowatych. Gatunek występuje na terenie Kaukazu (Dagestan), Azji Środkowej (Dżungaro-Tarbagataj, Pamir, Ałaj, Tienszan), w Afganistanie, Pakistanie i północno-zachodnich Chinach (Sinciang). Nazwa gatunkowa tej rośliny oznacza „kochający góry”.

## Morfologia
PokrójRoślina zielna, w czasie kwitnienia osiąga wysokość 20 cm.
CebulaOkrągła do owalnej, do 2 cm średnicy, otoczona szarymi łuskami.
ŁodygaProsto wzniesiona, sztywna, obła, do połowy objęta przez pochwy liści. W uprawie osiąga wysokość do 15 cm.
LiścieDwa, wąskie, szarozielone, płaskie. Długości do 20 cm, szerokości do 1,5 cm, o czerwonawych brzegach.
KwiatyZebrane na szczycie łodygi w luźne baldachy pozorne o średnicy 7–8 cm, liczące 10–15 kwiatów. Przed rozwinięciem kwiatostan osłonięty jest błoniastą, dwu-, rzadko trzyczęściową okrywą, o długości do 1 cm, czasem czerwonawą, ostro zakończoną. Szypułki równie długie lub dłuższe od szerokodzwonkowatych kwiatów, czasem z małym przykwiatkiem. Działki 8–11 mm długie, 4–4,4 mm szerokie, eliptyczne do owalnych, na końcu zwężone lub ostro zakończone, karminowoczerwone, z ciemniejszym paskiem w środku. Pręciki o połowę krótsze od działek; nitki do połowy zrośnięte u podstawy i przyrośnięte do działek okwiatu, całe, zewnętrzne wąskotrójkątne, wewnętrzne szersze. Szyjka słupka długa na ok. 1 mm, znamię trójdzielne, zalążnia owalna, bez miodników.

## Biologia i ekologia
Bylina, geofit cebulkowy. Roślina w naturze występuje w piętrze alpejskim i subalpejskim, na wysokości 2500–300 m n.p.m., na pozbawionych lasu stokach górskich, a także w rzadkich zaroślach. Kwitnie w czerwcu, zaś owoce dojrzewają w sierpniu.

## Zastosowanie i uprawa
- Zastosowanie. Roślina ozdobna, nadaje się do zastosowania w ogrodach skalnych i alpinariach, ale można ją też stosować na obwódki w założeniach regularnych. Jest łatwa w uprawie, w dobrych warunkach wykazuje pewną ekspansywność. Zalecane sadzenie w średnich grupach. Nadaje się na kwiat cięty. Oprócz typowej formy uprawiane są kultywary, np. `Zwanenburg` o intensywnie szkarłatnych kwiatach[5].
- Wymagania. Mrozoodporność i wymagania klimatyczne – 4-7 strefa USDA; w Polsce mrozoodporność całkowita. Preferuje glebę lekką i przepuszczalną. W czasie wegetacji wskazane jest umiarkowane podlewanie, po zaniknięciu liści gleba powinna być sucha. Należy unikać nadmiernego nawodnienia, mogącego prowadzić do chorób grzybowych. Sadzić na stanowiskach w pełni nasłonecznionych lub w półcieniu (dobrze, jeśli słońce jest po południu).
- Uprawa. Rozmnaża się przez wysiew nasion lub podział cebul. Cebule należy sadzić jesienią, na głębokości 7,5 cm od gruntu do podstawy cebuli, w odległości 7–15 cm. Nasiona należy zbierać w pełni dojrzałe (aby zapobiec wysypywaniu się nasion kwiatostan można umieścić w torebce przymocowanej do łodygi), a następnie wysiać późnym latem lub jesienią wprost do gruntu lub do pojemników. Pojemniki po przemrożeniu można przenieść do zimnej szklarni dla przyspieszenia kiełkowania.